# Luis F. Schaufelberger
Luis F. Schaufelberger Alatorre (Puebla de Zaragoza, Puebla; 2 de junio de 1893 - Ciudad de México, 11 de febrero de 1958) fue un marino mexicano. Durante los primeros dos años del gobierno de Miguel Alemán Valdés, ocupó en calidad de encargado del despacho la titularidad de la Secretaría de Marina.

## Carrera naval
Marino egresado de la Heroica Escuela Naval Militar, su carrera naval lo llevó a ser comandante de la corbeta Zaragoza, del destructor Bravo, de la Zona Naval del Pacífico, de la Zona Naval del Golfo e Inspector General de la Armada y alcanzó el rango de Vicealmirante.
El 1 de diciembre de 1946 el presidente Miguel Alemán Valdés lo nombró secretario encargado del despacho de la Secretaría de Marina, cargo en el que permaneció hasta el nombramiento como titular de David Coello Ochoa en 1948.